# Winkelhofen (Adelsgeschlecht)

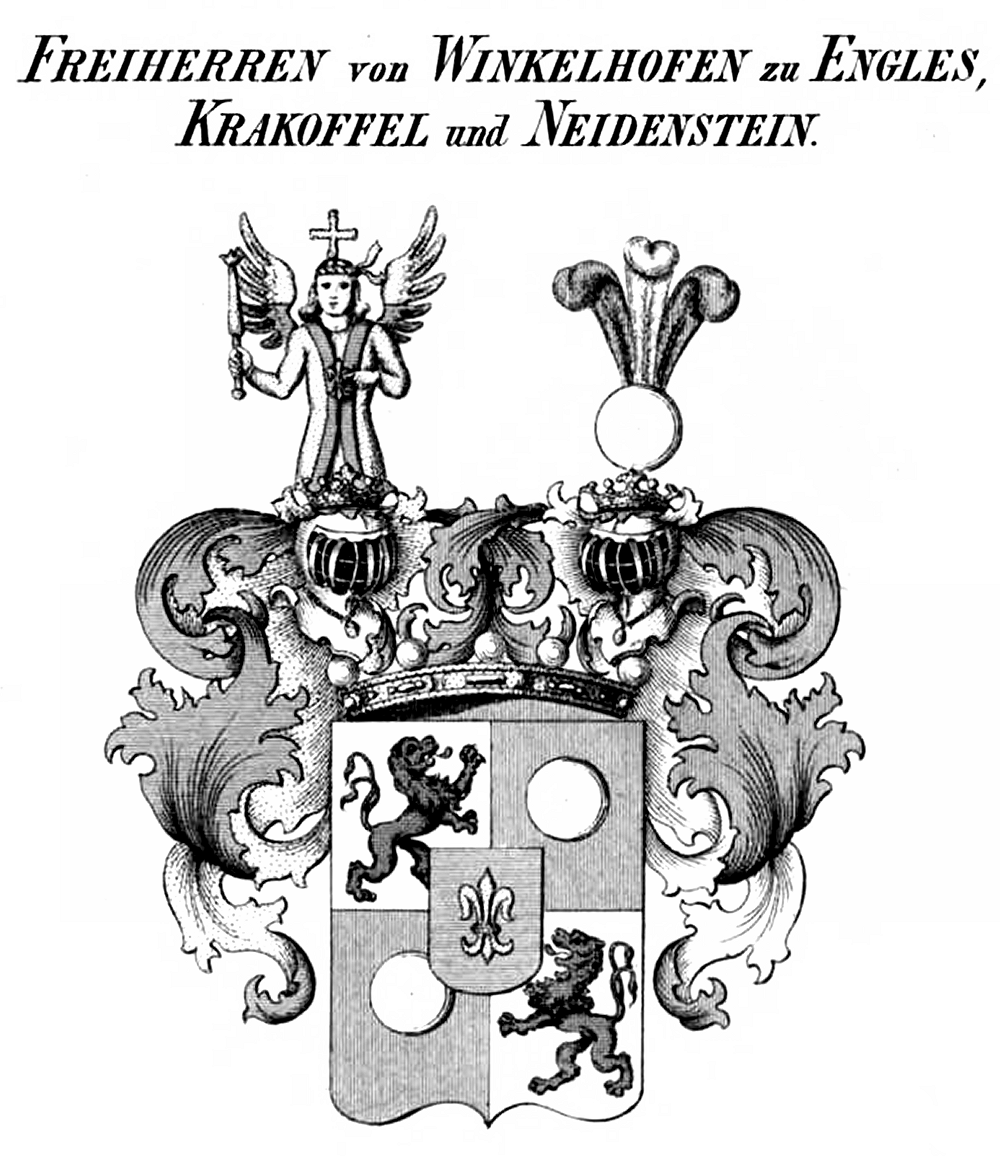
Wappen der Freiherren von Winkelhofen

Win(c)kelhofen zu Engles, Krakoffel und Neidenstein, Freiherren von Karlsburg auch Win(c)kelhofer ist der Name eines tirolischen briefadeligen Geschlechts, das in den Ritter- und Freiherrenstand erhoben wurde.

## Geschichte
Der Überlieferung nach war der ursprüngliche Herkunftsort die Grafschaft Tirol, von wo aus die Familie beim Einfall der Ungarn in die Reichsstadt Augsburg flüchtete. 1029 ließ sich Ernst von Winckelhofen in der Grafschaft Kirchberg bei Ulm nieder und kaufte dort von Graf Albin von Kirchberg ein Stück Land. Sein Nachkomme Bruno († 1204) zog nach Ehingen. Von seinen Söhnen setzte Hermann die Linie fort. Dessen Enkel Heinrich († 1392) zog in die Reichsstadt Ulm, wo er auch starb. Von seinen Söhnen kehrte Ulrich († 1449) wieder nach Ehingen zurück. Der Sohn von Ulrich, Heinrich († 1483) begab sich als erster in die Heimat seiner Vorfahren und starb in Hall als Pronotar. Wiederum dessen Söhne, Hieronymus († 1538), Rat Kaiser Maximilians I., stiftete eine Kapelle in Ehingen und Heinrich († 1526) Doktor beider Rechte, starb als württembergischer Kanzler in Hirschau. Der Bruder von Heinrich, Georg Winckelhofen († 1554), Amtmann des Bischofs von Brixen in Anras, gründete die weiter blühende tirolische Linie. Seinen Söhnen soll Kaiser Ferdinand I. am 19. Juni 1545 in den Adelsstand erhoben haben, möglicherweise handelte es sich auch nur um einen erteilten Wappenbrief. 1561 wurde das Geschlecht in die tirolische Landstandschaft aufgenommen. Am 20. November 1571 erhielt Heinrich Winckhelhofer zu Englös und seine zwei Brüder Karl und Hans Joachim die Rotwachsfreiheit. Am 18. Juli 1574 genehmigte man eine Wappenvermehrung mit dem erledigten Wappen der erloschenen, in mütterlicher Linie verwandten Ahnen Christoph Arnold. Kaiser Rudolf II. erhob die Familie darauf 1598 in den erblichen Ritterstand. Kaiser Karl VI. verlieh Franz Joachim von Winckelhofen am 20. Juni 1717 das Freiherrendiplom. Maria Brigitta Freifrau von Winckelhofen geb. Gräfin Colonna von Fels († 1736), trat in den geistlichen Stand und war Sternkreuz-Ordensdame in Innsbruck. Joseph Cajetan Freiherr von Winckelhofen (* 1786) empfing 1810 die Priesterweihe und wirkte als Schriftsteller. Bis 1822 war er Katechet in dem Institut der englischen Fräulein in Brixen.

## Besitzungen

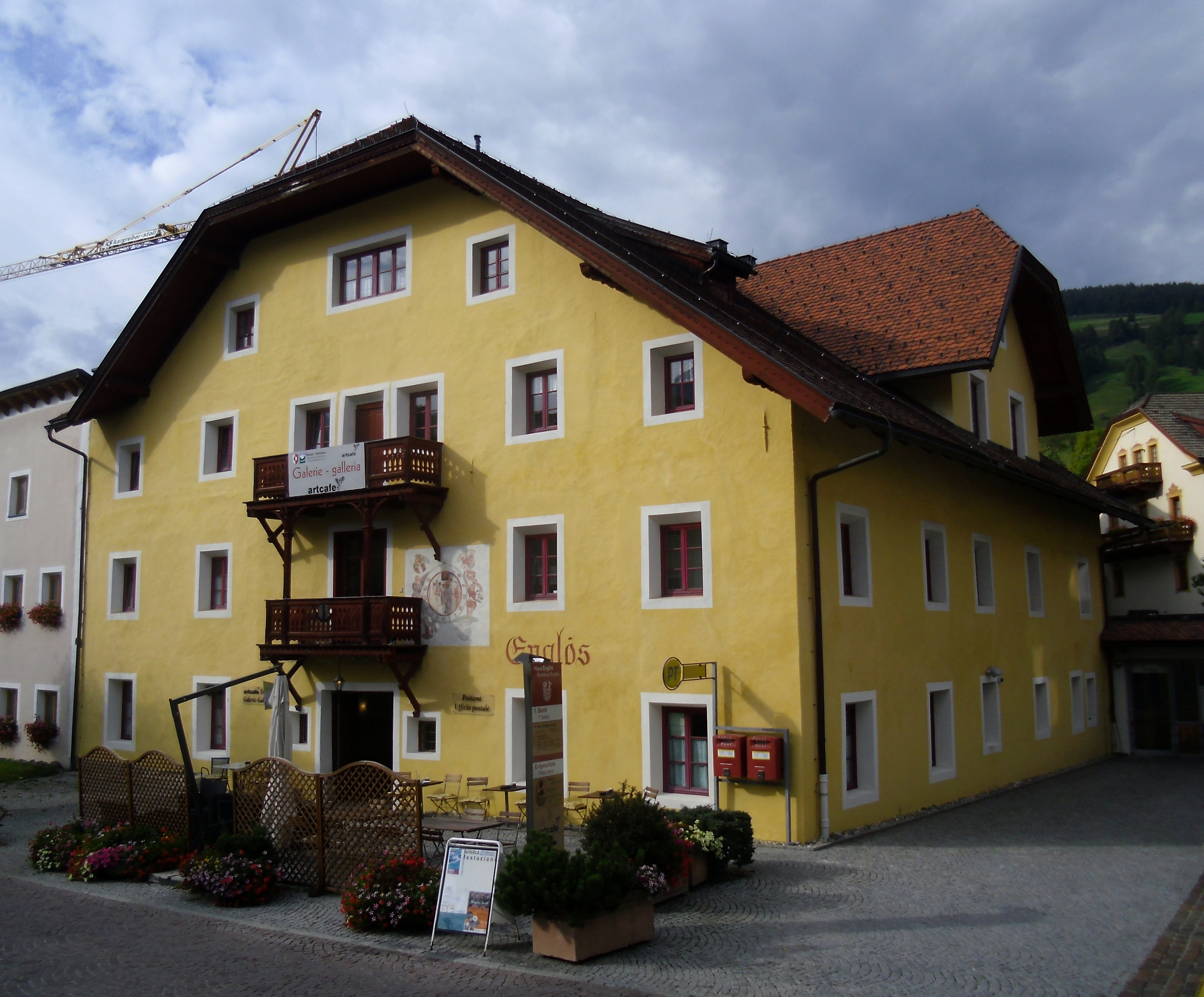
Haus Englös in Toblach

Die von Winkelhofen, die nach dem Aussterben der Arnold von Toblach im Jahr 1563 Englös erbten, führten deshalb fortan das zusätzliche Adelsprädikat „von Englös“.
Seit ca. 1580 gehörte der Familie der Ansitz Roter Turm in Toblach. Seit 1618 war Karl Hannibal von Winkelhofen außerdem im Besitz des Ansitzes Karlsburg bei Brixen. Das spätere Adelsprädikat Freiherren von Karlsburg bezog sich auf diesen Ansitz. Durch die Heirat von Kunigunde von Winkelhofen mit Simon Parmentin, letzter männlicher Spross seines Geschlechts, fiel auch der Ansitz Vilseck in Brixen an die Winkelhofen. Den Parmentin war 1518 von Kaiser Maximilian I. der Reichsadel verliehen worden, darauf erhob Kaiser Rudolph II. Vilseck 1601 zum Edelsitz.

## Wappen
- Das Stammwappen zeigt in Blau eine goldene Lilie. Auf dem Helm mit blau-goldenen Helmdecken ein goldener Engel mit blauer Stola und von Gold und Blau  übereck geteilten Flügeln mit rotem Kreuz auf dem Haupt, ein Zepter in der Rechten haltend.
- Das Wappen von 1545 ist geviert (mit unterschiedlichen Tingierungen), 1 und 4 ein einwärts gekehrter Löwe, 2 und 3 eine Lilie. Auf dem Helm der Engel des Stammwappens, ein Schwert in der Rechten haltend.

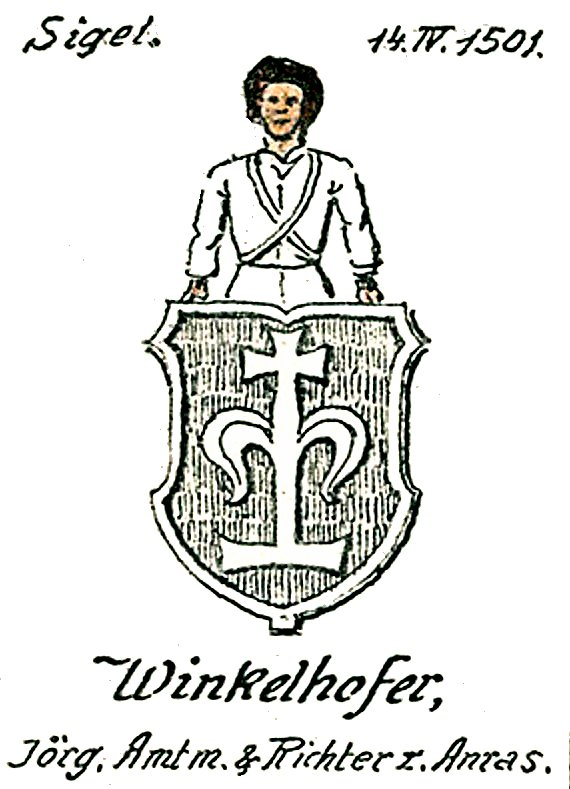
Vorgänger-Wappen (Hausmarke?) des Jörg Winkelhofer
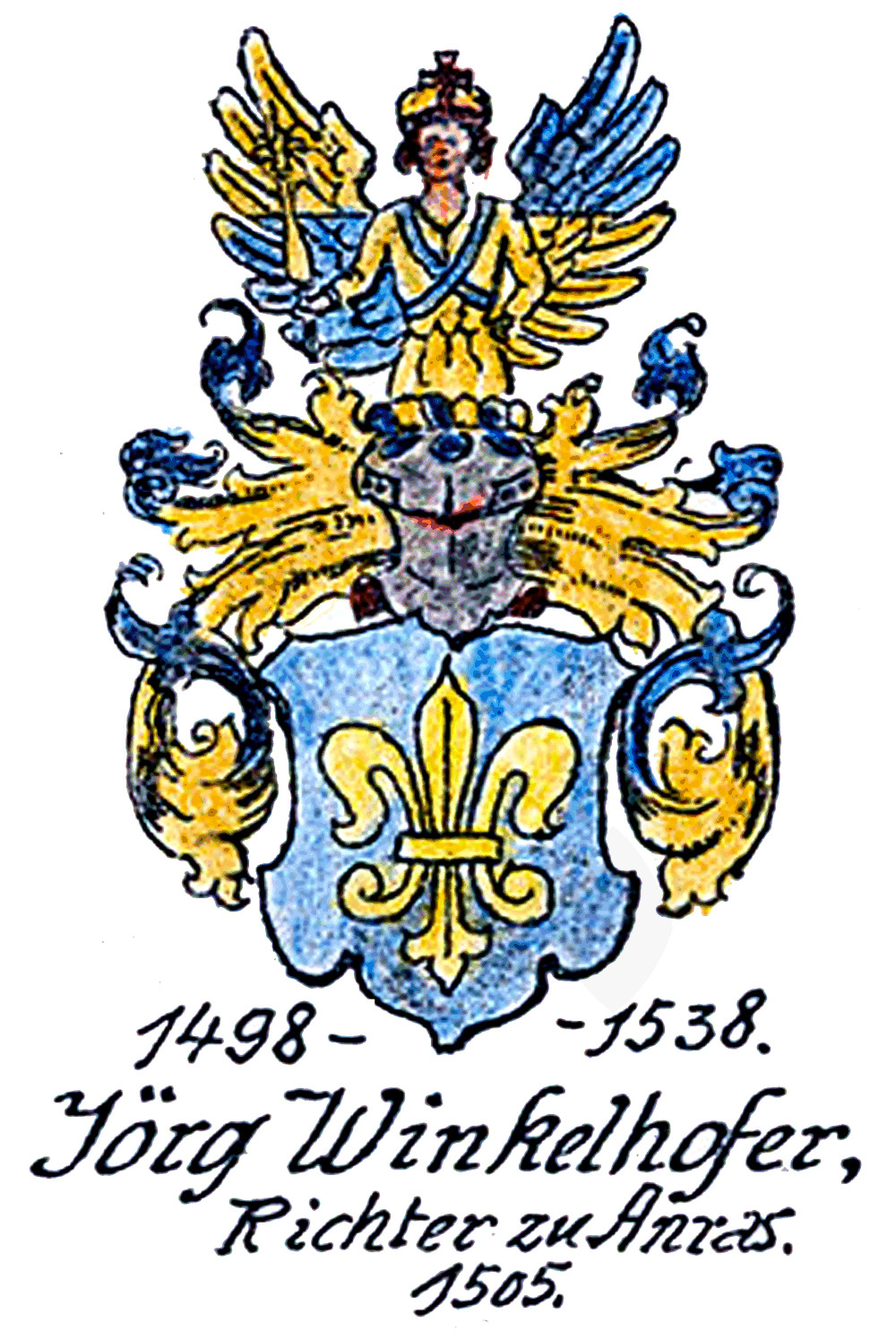
Stammwappen des Jörg Winkelhofer
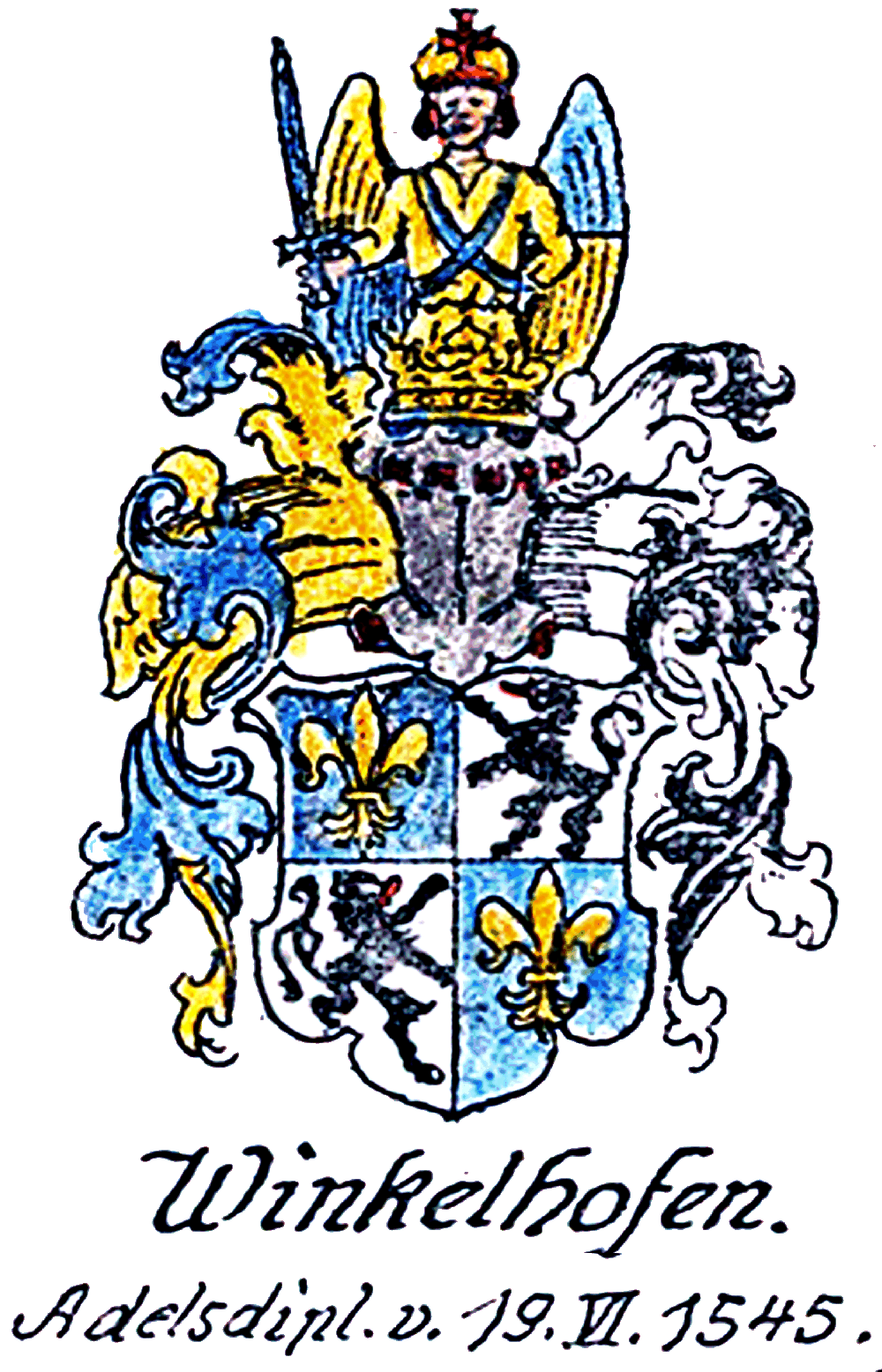
Wappen der Winkelhofen, Adelsdiplom 1545
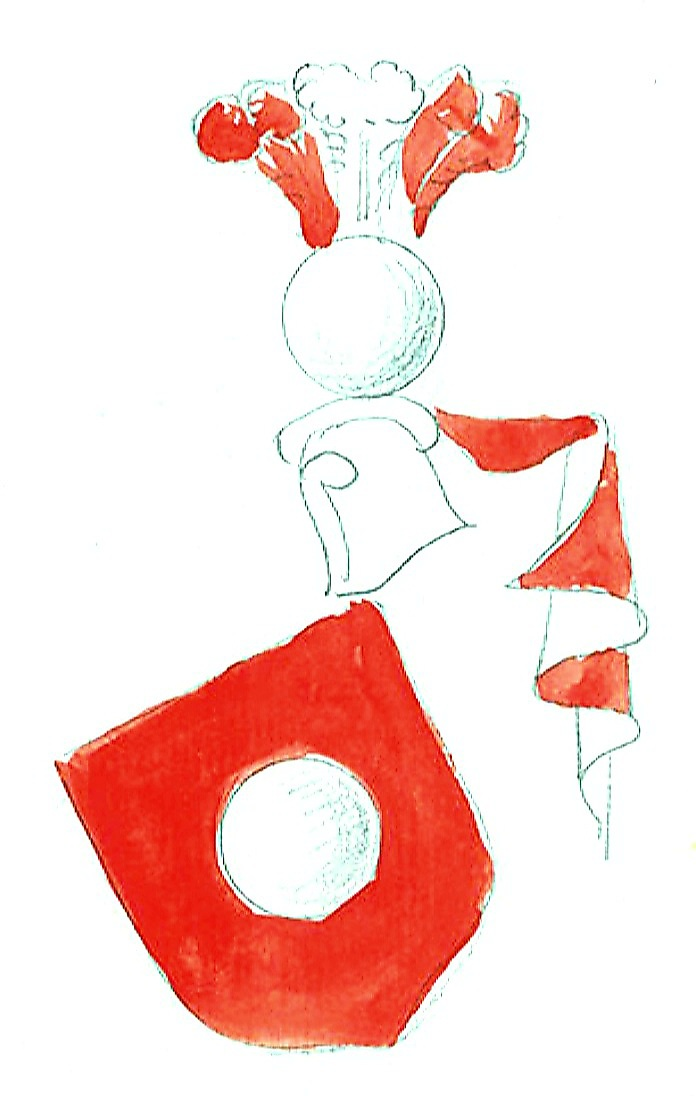
Wappen der (1557) ausgestorbenen Arnold von Toblach, Vorfahren mütterlicherseits
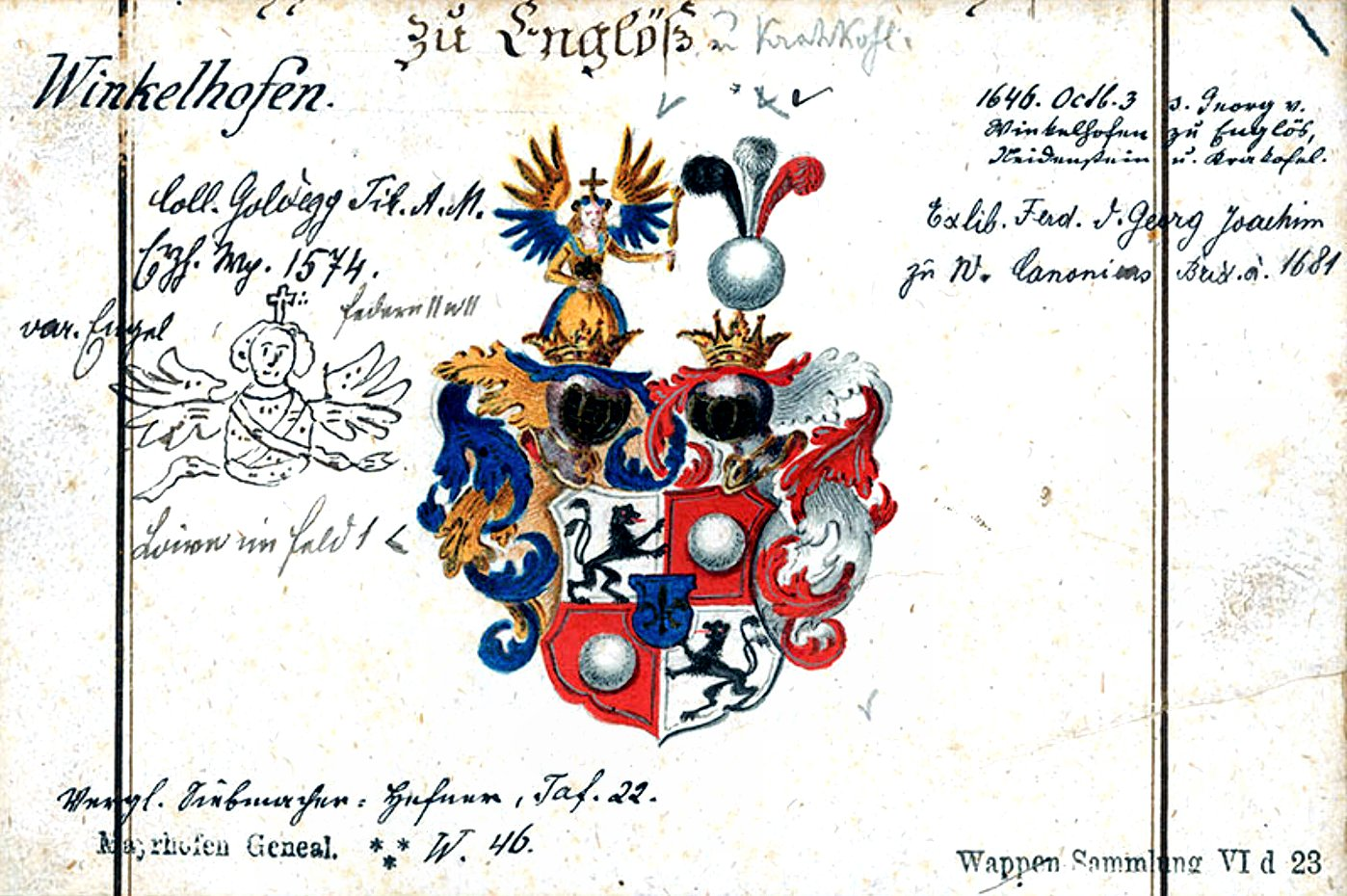
Freiherrliches Wappen der Winkelhofen zu Engles, Karkoffel und Neidenstein, 1717